# Albert Zweifel
Albert Zweifel, född den 7 juni 1949 i Rüti, Zürich, är en schweizisk tidigare tävlingscyklist (professionell från maj 1973 till 1989) som var specialist på cykelcross i vilket han blev femfaldig väldsmästare och tog nio schweiziska mästerskapstitlar.
Zweifel körede även på landsväg och deltog i både Tour de France (109:e plats totalt 1981) och Giro d'Italia (88:e plats totalt 1974), men uppnådde inga anmärknigsvärda framgångar (en tredjeplats i Subida a Arrate 1978, fyra top-10-placeringar i Tour de Suisse, som bäst sexa 1977, och en niondeplats i Züri Metzgete 1977).

## Meriter – cykelcross
Både de schweiziska mästerskapen och världsmästerskapen gick i januari/februari.
| SäsongMästerskap         | 1973 1974 | 1974 1975 | 1975 1976 | 1976 1977 | 1977 1978 | 1978 1979 | 1979 1980 | 1980 1981 | 1981 1982 | 1982 1983 | 1983 1984 | 1984 1985 | 1985 1986 | 1986 1987 | 1987 1988 | 1988 1989 |
| ------------------------ | --------- | --------- | --------- | --------- | --------- | --------- | --------- | --------- | --------- | --------- | --------- | --------- | --------- | --------- | --------- | --------- |
| Världsmästerskapen       | –         |           |           |           |           |           | 4         |           |           |           |           | –         |           | 8         | 4         | DNF       |
| Schweiziska mästerskapen |           |           |           |           |           |           |           |           |           |           |           |           |           | –         |           | –         |

DNF = Fullföljde ej.